# Вешино
Вешино (пол. Wieszyno) — село в Польщі, у гміні Слупськ Слупського повіту Поморського воєводства.
Населення — 261 особа (2011).
У 1975-1998 роках село належало до Слупського воєводства.

## Демографія
Демографічна структура станом на 31 березня 2011 року:
|          | Загалом | Допрацездатний вік | Працездатний вік | Постпрацездатний вік |
| -------- | ------- | ------------------ | ---------------- | -------------------- |
| Чоловіки | 129     | 37                 | 86               | 6                    |
| Жінки    | 132     | 27                 | 91               | 14                   |
| Разом    | 261     | 64                 | 177              | 20                   |